# Терехова (Вологодская область)
Терехова — деревня в Бабаевском районе Вологодской области.
Входит в состав Санинского сельского поселения, с точки зрения административно-территориального деления — в Санинский сельсовет.
Расстояние по автодороге до районного центра Бабаево составляет 27 км, до центра муниципального образования деревни Санинская — 1 км. Ближайшие населённые пункты — Санинская, Тимохино, Чащино.
Население по данным переписи 2002 года — 19 человек.